# 甲斐犬人
甲斐 犬人（かい けんと、男性、長野県出身、1992年3月12日-）は日本のタレント、演歌・歌謡曲歌手。
2019年8月7日に「Treasure～遮二無二GO!～／雨にぬれないように」でデビュー。RECORDS QUEENアーティストクラブ所属。レコード会社はRECORDS QUEEN。一般社団法人演奏家権利処理合同機構MPN会員。

## 経緯
193cmという高身長を売りに令和元年の2019年8月7日にデビュー。デビュー曲の「Treasure～遮二無二GO!～」は独創的な世界観を最大限に表現しているとされており、実際はロックに分類されるべき楽曲であるが、演歌・歌謡曲ジャンルで発売されている。
デビュー曲ではヒットに恵まれなかったものの、2020年10月28日発売のセカンドシングル「月桜」はオリコン週間ランキング演歌・歌謡部門で初登場3位を記録するヒットとなった。
デビュー直前の2019年8月4日からは、冠番組「甲斐犬人と行く!Treasure～日本列島★遮二無二GO!～」が刺激ストロングチャンネルでレギュラー放送されている。
オフィシャルサイトなどでは演歌・歌謡曲歌手として紹介されているが、実態は歌唱以外でのテレビ出演といったタレント活動が主体になっており、データベースのプロフィールでは主たる活動ジャンルが歌手ではなくタレントとされている。。血液型はA型、体重は83kg、スリーサイズはB:100cm/W:77cm/H:105cm、靴のサイズは28.5cm。
2024年10月2日発売の「催眠～もう一人の自分～」で異業種歌謡ユニット「甲斐犬人with垂水伸也」を結成。「催眠～もう一人の自分～」は、オリコン週間ランキング演歌・歌謡部門で初登場19位を記録した。

## エピソード
- 幼少期から地上波放送をほとんど見る事無く衛星放送で育ち、現在も衛星放送中心で生活している[14]。
- 単なる演歌・歌謡曲歌手ではなく、バラエティー系演歌・歌謡曲歌手を自称している。
- ガジェットマニアであり[15]、ガジェットに関連する記事を執筆している[16]。
- 趣味は、ガジェット研究、ラジオ視聴、衛星放送を見ること[11]。

## ディスコグラフィー

### シングル
| ＃ | 発売日         | タイトル                                    | 規格品番   | チャート | 備考                                                     |
| -- | -------------- | ------------------------------------------- | ---------- | --- | -------------------------------------------------------- |
| 1  | 2019年08月07日 | Treasure～遮二無二GO!～／雨にぬれないように | RQCD-10001 | 圏外 | 歌詞付／全国発売盤／両A面                                |
| 1  | 2019年07月08日 | Treasure～遮二無二GO!～／雨にぬれないように | RQCD-10002 | 圏外 | フライング販売／写真集付／Amazon.co.jp限定盤／両A面      |
| 2  | 2020年10月28日 | 月桜 c/w夢の中でしか逢えない                | RQCD-10003 | オリコン 週間 演歌・歌謡シングルランキング 初登場3位 サウンドスキャン 演歌/歌謡曲ヒットチャート 最高順位2位 | 歌詞・ボーナス・トラック付／全国発売盤                   |
| 2  | 2020年10月27日 | 月桜 c/w夢の中でしか逢えない                | RQCD-10004 | オリコン 週間 演歌・歌謡シングルランキング 初登場3位 サウンドスキャン 演歌/歌謡曲ヒットチャート 最高順位2位 | 写真集・カラオケ・ボーナストラック付／Amazon.co.jp限定盤 |
| 2  | 2024年3月27日  | 月桜 c/w夢の中でしか逢えない                | RQCD-10005 | Billboard Japan Top Singles Sales 37位(2024年4月3日公開)                                                    | 歌詞付／全国発売盤                                       |

### タイアップ
| 曲名                    | タイアップ |
| ----------------------- | --- |
| Treasure～遮二無二GO!～ | 刺激ストロングチャンネル「甲斐犬人と行く!Treasure～日本列島★遮二無二GO!～」テーマソング 刺激ストロングチャンネル「月間JOYSOUNDカラオケベストヒットランキング 演歌・アニメ・総合」(#1～)                                                     |
| 雨にぬれないように      | 刺激ストロングチャンネル「甲斐犬人と行く!Treasure～日本列島★遮二無二GO!～」エンディングソング(2019年8月 - ) 刺激ストロングチャンネル「月間JOYSOUNDカラオケベストヒットランキング 演歌・アニメ・総合」(＃3～)                                |
| 月桜                    | 刺激ストロングチャンネル「甲斐犬人と行く!Treasure～日本列島★遮二無二GO!～」挿入歌 他 刺激ストロングチャンネル「月間JOYSOUNDカラオケベストヒットランキング 演歌・アニメ・総合」(＃10～) テレビ信州「ゆうがたGet！」(2022年10月3日 - 10月7日) |
| 夢の中でしか逢えない    | 刺激ストロングチャンネル「甲斐犬人と行く!Treasure～日本列島★遮二無二GO!～」エンディングソング(2020年6月 - ) 刺激ストロングチャンネル「月間JOYSOUNDカラオケベストヒットランキング 演歌・アニメ・総合」(＃7～)                                |

## 主な出演

### テレビ番組
- 甲斐犬人と行く！Treasure～日本列島★遮二無二GO！～（レギュラー、2019年8月4日 - 、刺激ストロングチャンネル）
- 月間JOYSOUNDカラオケベストヒットランキング 演歌・アニメ・総合（2019年12月8日 - 、刺激ストロングチャンネル）[14][18][19]
- オリコン演歌&歌謡TOP30（#78（2020年11月9日）[5]、歌謡ポップスチャンネル）
- 演歌新曲ファイル（#22[21]、歌謡ポップスチャンネル）
- 特選!ヒット演歌（#46（2021年2月22日-）[22][23]、歌謡ポップスチャンネル）

### ラジオ番組
- 演歌deリクエスト（2020年11月7日[5]、四国放送）

### 雑誌
- スカパー！TVガイドプレミアム　2019年8月号[1]
- 新曲歌謡ヒット速報 Vol.169 2021年＜1月・2月号＞[24]